# Lauttasaari
Lauttasaari is een eiland en wijk in de Finse hoofdstad Helsinki. Het eiland ligt vlak tegen Espoo aan en verbindt Helsinki met Espoo via de snelweg Länsiväylä. In november 2017 zijn op het eiland twee metrostations van de metro van Helsinki geopend. Lauttasaari heeft veel park en bosgebieden. Het eiland werd in 1946 geannexeerd door de gemeente Helsinki.